# Dmitrij Sautin
Dmitrij Ivanovič Sautin (in russo Дмитрий Иванович Саутин?; Voronež, 15 marzo 1974) è un ex tuffatore e politico russo.

## Carriera
Viene indirizzato a praticare tuffi a 7 anni da un insegnante di scuola. Era ritenuto un grande talento eppure la sua carriera di tuffatore sembrò quasi conclusa quando a soli 17 anni, venne ferito gravemente in seguito ad un agguato alla fermata dell'autobus. Tuttavia già l'anno successivo partecipò a Barcellona 1992, guadagnandosi una medaglia di bronzo al trampolino.
Da allora ha partecipato a tutte le competizioni olimpiche estive, affermandosi come il tuffatore olimpico ad aver vinto il maggior numero di medaglie.
Nel 2008 alle Olimpiadi di Pechino 2008 nella prova dei tuffi sincronizzati dal trampolino 3 metri, in coppia con il con Jurij Aleksandrovič Kunakov, ha vinto la medaglia d'argento giungendo alle spalle della coppia di casa Wang Feng, Qin Kai. In finale i due sono stati distanziati di 48,90 punti totalizzandone 421,98. Ha chiuso invece al quarto posto nella prova dal trampolino 3 metri totalizzato 512,65 punti chiudendo alle spalle del cinese Chong He (572,90), del canadese Alexandre Despatie (536,65) e dell'altro cinese Qin Kai (530,10).

## Palmarès
- Giochi olimpici

Barcellona 1992: bronzo nella piattaforma 10 m.
Atlanta 1996: oro nella piattaforma 10 m.
Sydney 2000: oro nel sincro 10 m, argento nel sincro 3 m, bronzo nel trampolino 3 m e nella piattaforma 10 m.
Atene 2004: bronzo nel trampolino 3 m.
Pechino 2008: argento nel sincro 3 m.
- Mondiali

Roma 1994: oro nella piattaforma 10 m e argento nel trampolino 3 m.
Perth 1998: oro nella piattaforma 10 m e nel trampolino 3 m.
Fukuoka 2001: oro nel trampolino 3 m e bronzo nel sincro 3 m.
Barcellona 2003: oro nel sincro 3 m e bronzo nel trampolino 3 m.
Melbourne 2007: bronzo nel trampolino 3 m.
- Europei di nuoto

Atene 1991: argento nella piattaforma 10 m.
Sheffield 1993: oro nella piattaforma 10 m e argento nel trampolino 3 m.
Vienna 1995: oro nel trampolino 3 m e bronzo nella piattaforma 10 m.
Siviglia 1997: oro nel trampolino 3 m.
Istanbul 1999: oro nella piattaforma 10 m.
Helsinki 2000: oro nel trampolino 3 m, nella piattaforma 10 m e nel sincro 10 m, argento nel sincro 3 m.
Berlino 2002: oro nel trampolino 3 m e nel sincro 3 m.
Budapest 2006: oro nel trampolino 3 m e argento nel sincro 3 m.
Eindhoven 2008: oro nel trampolino 3 m e nel sincro 3 m.
Budapest 2010: bronzo nel sincro 3 m.

### Coppa del Mondo
- Vincitore della Coppa del Mondo del trampolino 3m nel 1995, nel 1997, nel 2000 e nel 2002
- Vincitore della Coppa del Mondo della piattaforma 10m nel 1997

## Riconoscimenti
- LEN Award: 2008